# Чемпионат Северной Македонии по волейболу среди мужчин
Чемпионат Северной Македонии по волейболу среди мужчин — ежегодное соревнование мужских волейбольных команд Северной Македонии (до 12 февраля 2019 — Республики Македония). Проводится с сезона 1993/94 (до февраля 2019 — чемпионат Македонии).
Соревнования проходят в трёх дивизионах — 1-й, 2-й и 3-й лигах. Организатором чемпионатов является Волейбольная федерация Македонии.

## Формула соревнований (1-я лига)
Чемпионат 2024/25 в 1-й лиге проводится в три этапа — два групповых и плей-офф. На 1-м этапе команды-участницы провели однокруговой турнир. На 2-м этапе 6 лучших команд играли в два круга с учётом результатов 1-й стадии. 4 вышли в плей-офф и далее определили финалистов, которые разыграли первенство. Серии матчей плей-офф проводились до двух (полуфинал) и до трёх (финал) побед одного из соперников.
За победы со счётом 3:0 и 3:1 команды получают 3 очка, 3:2 — 2 очка, за поражение со счётом 2:3 — 1 очко, 0:3 и 1:3 — 0 очков.
В чемпионате 2024/25 в 1-й лиге участвовали 13 команд: «Штип-УГД» (Штип), «Струмица», «ГОК-Борец» (Велес), «Универзитет» (Тетово), «Работнички» (Скопье), «Шкендия» (Тетово), «Лирия» (Жеровяне), «Сушево» (Скопье), «Скопье», «Весна» (Пробиштип), «Вардар» (Скопье), «Македония-ДжИО» (Струмица), «Янта-Волей» (Скопье). Чемпионский титул в 8-й раз подряд выиграла «Струмица», победившая в финальной серии «Штип-УГД» 3-1 (3:1, 3:2, 0:3, 3:1). 3-е место занял «ГОК-Борец».

## Чемпионы
- 1994 «Генекс Инжиниринг» Струмица
- 1995 «Работнички» Скопье
- 1996 «Работнички» Скопье
- 1997 «Работнички-Фершпед» Скопье
- 1998 «Работнички-Фершпед» Скопье
- 1999 «Работнички-Фершпед» Скопье
- 2000 «Работнички-Фершпед» Скопье
- 2001 «Работнички-Фершпед» Скопье
- 2002 «Работнички-Фершпед» Скопье
- 2003 «Работнички-Фершпед» Скопье
- 2004 «Работнички-Фершпед» Скопье
- 2005 «Работнички-Фершпед» Скопье
- 2006 «Работнички-Фершпед» Скопье
- 2007 «Работнички-Фершпед» Скопье
- 2008 «Работнички-Фершпед» Скопье
- 2009 «Работнички-Фершпед» Скопье
- 2010 «Работнички-Фершпед» Скопье
- 2011 «Шкендия» Тетово
- 2012 «Струмица»
- 2013 «Вардар» Скопье
- 2014 «Струмица»
- 2015 «Струмица»
- 2016 «Шутова» Кичево
- 2017 «Струмица»
- 2018 «Струмица»
- 2019 «Струмица»
- 2020 чемпионат не завершён, итоги не подведены
- 2021 «Струмица»
- 2022 «Струмица»
- 2023 «Струмица»
- 2024 «Струмица»
- 2025 «Струмица»